# Битва при Мюльберге
Битва при Мюльберге — решающее сражение Шмалькальденской войны. В битве при Мюльберге армия императора Карла V разбила 24 апреля 1547 года войска Шмалькальденского союза. Один из предводителей союза, саксонский курфюрст Иоганн Фридрих, попал в плен. С победой в битве Шмалькальденская война была выиграна императором.

## Ход битвы

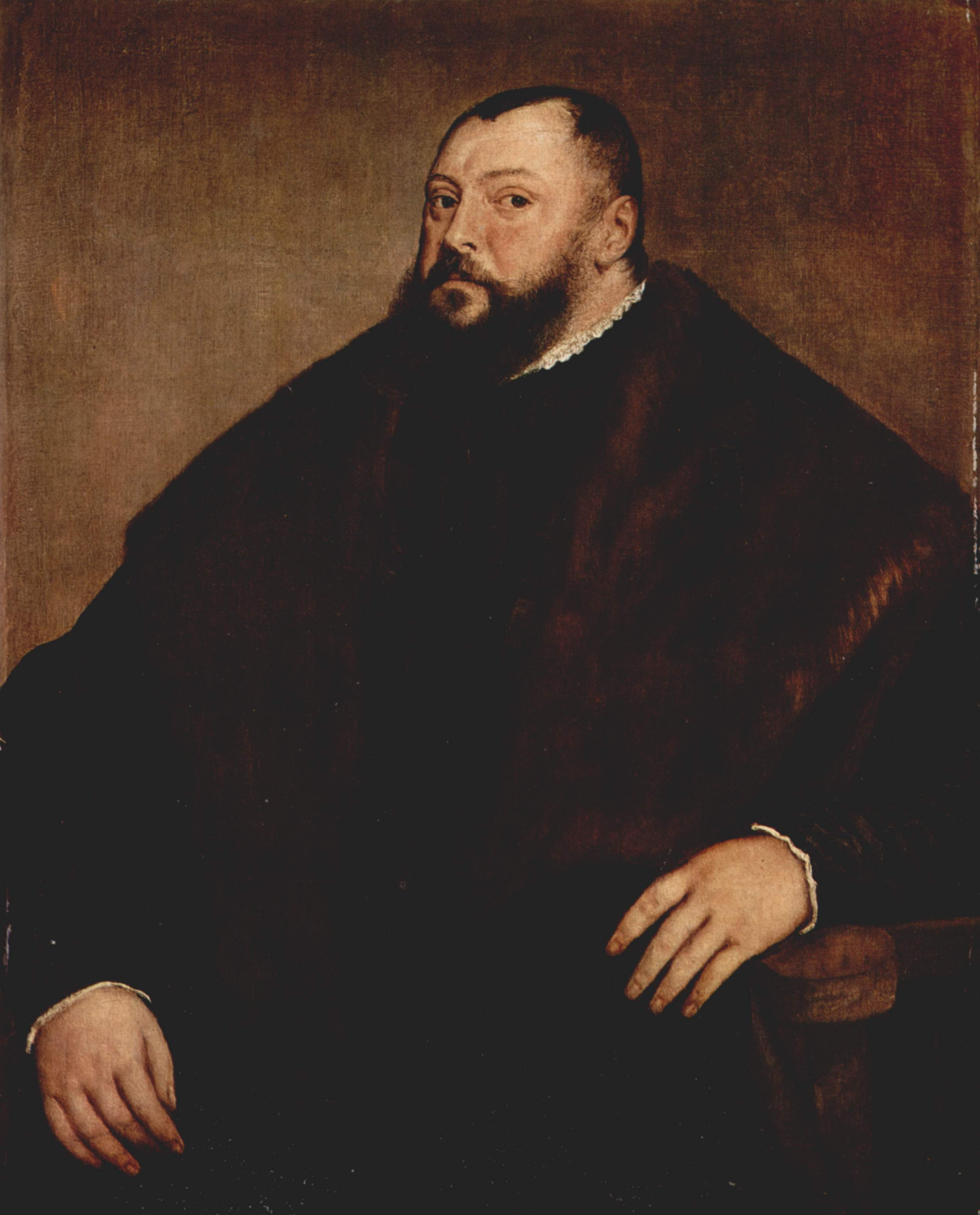
Иоганн Фридрих Саксонский, главнокомандующий войсками союза (ок. 1550).
По свидетельству историков, он был так тяжёл, что не всякая лошадь могла его нести, и он зачастую был вынужден передвигаться в повозке, командуя войсками

Протестантские войска под командованием курфюрста Иоганна Фридриха Саксонского были захвачены врасплох в своём полевом лагере у Мюльберга. Они находились к северу от Эльбы на марше от Майсена через Мюльберг и Торгау в Виттенберг. Утром 24 апреля они готовились продолжить движение в направлении Виттенберга. Только несколько стражников и орудийных расчётов защищали лагерь со стороны Эльбы, не ожидая форсирования Эльбы императорскими войсками.
Карл выехал поздно ночью со своим братом и Морицем Саксонским к реке, чтобы обследовать берег на предмет возможной переправы. Эльба была в этом месте шириной в 300 шагов, а противоположный берег был значительно выше того, на котором находился Карл со свитой. Тем временем герцог Альба, ускакавший вперёд, вернулся с молодым крестьянином, который из мести к курфюрсту Иоганну Фридриху, отобравшему у него двух лошадей, обещал указать испанской армии брод, где могла бы пройти кавалерия. Мориц обещал ему за эту услугу двух лошадей и сто крон в придачу.
Дождавшись рассвета, под прикрытием плотного тумана испанцы начали переправляться на противоположный берег, но были встречены огнём противника. Положение осложнялось тем, что, стоя в воде, они практически не могли вести ответный огонь. На возглас императора о том, что было бы замечательно захватить лодки, стоявшие на неприятельском берегу, откликнулись многие испанцы, бросившись вплавь через реку, имея при себе лишь шпаги, которые они держали в зубах. Овладев лодками после короткой схватки с саксонцами, они переправили их на свой берег, где тут же был снаряжён отряд для захвата плацдарма для дальнейшего наступления. Одновременно через реку стали переправляться всадники. Вскоре из захваченных лодок был сооружён понтонный мост, по которому на противоположный берег переправилась оставшаяся часть армии Карла V.
Было воскресное утро, и ничего не подозревавший курфюрст с большинством офицеров принимал участие в евангелистическом богослужении в одной из палаток. Тщетно ему пытались доложить, что неприятель переправился через Эльбу и развёртывает боевые порядки, готовясь к сражению. Лишь после окончания молитвы он выдвинулся навстречу испанским войскам.
Завязалась битва. Курфюрст, армия которого значительно уступала в численности противнику, надеялся дождаться вечера и под покровом темноты отступить в укреплённые города Торгау или Виттенберг. Но протестантские войска были разгромлены армией Карла V до наступления сумерек.
В небольшом лесу около Фалькенберга испанские и венгерские гусары вместе с неаполитанскими тяжёлыми всадниками окружили курфюрста. Он защищался, бился смело, был ранен ударом сабли в лицо, захвачен в плен и представлен сначала герцогу Альбе и затем императору.

## Последствия битвы
Поражение при Мюльберге означало разгром Шмалькальденского союза. Капитуляция в Виттенберге 19 мая 1547 года положила конец Шмалькальденской войне. Иоганн Фридрих потерял титул курфюрста, большая часть его земель отошла к союзнику Карла V герцогу Морицу Саксонскому. Владения эрнестинской линии остались только в Тюрингии.

## В искусстве

Тициан «Император Карл V в сражении при Мюльберге», 1548, Прадо

Битва при Мюльберге увековечена в одном из величайших творений Тициана — «Конном портрете Карла V». Карл, облачённый в доспехи, верхом на боевом коне, украшенном чепраком и дорогой сбруей, предстаёт единственным победителем на поле боя. В правой руке он держит копьё, закат пылает за его спиной, день подошёл к концу, битва окончена. Сама сцена боя отсутствует на картине.
За внешней простотой композиции скрывается сложная символика, представляющая Карла с одной стороны как рыцаря-крестоносца, с другой же в качестве наследника традиций римской империи. В композиции полотна просматривается влияние римской конной статуи императора Марка Аврелия.
Доспехи императора, изображённые на полотне, можно увидеть в Королевской оружейной палате в Мадриде.
Сохранилась картина 1548 года «Курфюрст Иоганн Фридрих Великодушный играет в шахматы с испанским дворянином», на которой запечатлён драматический эпизод его пребывания в плену у императора Карла V.